# Eoophyla thaiensis
Eoophyla thaiensis is een vlinder uit de familie van de grasmotten (Crambidae), uit de onderfamilie van de Acentropinae. De wetenschappelijke naam van deze soort is voor het eerst gepubliceerd in 1987 door Yutaka Yoshiyasu.
De voorvleugellengte van het mannetje varieert van 9 tot 11,5 millemeter en van het vrouwtje van 11 tot 15,5 millimeter.
De soort komt voor in China en Thailand.